# (9608) 1992 PD2
A (9608) 1992 PD2 a Naprendszer kisbolygóövében található aszteroida. Henry Holt fedezte fel 1992. augusztus 2-án.